# Amazoonops
Amazoonops é um gênero de aranhas da família Oonopidae. Foi descrito pela primeira vez em 2017 por Ott, Ruiz, Brescovit & Bonaldo. Até 2017, contém cinco espécies, todas do Brasil.